# بويطيخ حلو
بويطيخ حلو (الاسم العلمي: Melothria dulcis) هو نوع من النباتات يتبع جنس البويطيخ من الفصيلة القرعية.